# أولاد حمدي (أولاد عبو أولاد احميدة2)
أولاد حمدي هو دُوَّار يقع بجماعة دار بوعزة، إقليم النواصر، جهة الدار البيضاء سطات في المملكة المغربية. ينتمي الدوّار لمشيخة أولاد عبو أولاد احميدة2 التي تضم دوارين. يقدر عدد سكانه بـ 5034 نسمة حسب الإحصاء الرسمي للسكان والسكنى لسنة 2004.

## روابط خارجية
- البوابة الوطنية للجماعات الترابية
- المندوبية السامية للتخطيط